# Eriocaulon nadjae
Eriocaulon nadjae är en gräsväxtart som beskrevs av Sylvia Mabel Phillips. Eriocaulon nadjae ingår i släktet Eriocaulon och familjen Eriocaulaceae.
Artens utbredningsområde är Ekvatorialguinea. Inga underarter finns listade i Catalogue of Life.